# Serrasalmus maculatus
Serrasalmus maculatus, auch Piranha amarela oder Pirambeba, ist eine Sägesalmlerart aus dem tropischen Südamerika. Wahrscheinlich handelt es sich bei Serrasalmus maculatus nicht um eine einzelne Art, sondern um einen Komplex verschiedener, nah verwandter Arten.

## Beschreibung
Serrasalmus maculatus ist ein mittelgroßer Piranha mit einer maximalen Standardlänge von 26,8 cm. Ein Weibchen erreichte nach Fishbase eine Gesamtlänge von 34,5 cm. Als maximales publiziertes Gewicht nennt Fishbase 420 g. Der Körper ist seitlich abgeflacht und von der Seite her betrachtet rundlich. Das Maul ist endständig mit vorstehendem Unterkiefer der mit scharfen, dreispitzigen Zähnen besetzt ist. Die Körperseite zum Rücken hin ist dunkelsilbrig, zum Bauch hin geht die Farbe in leuchtend gelb und schließlich zu weiß über. Auf dem Körper befinden sich zahlreiche dunkle Flecken, insbesondere bei juvenilen und subadulten Exemplaren. Der Humeralfleck (Schulterfleck) ist diffus und kaum erkennbar. Die unpaarigen (einzelnen) Flossen sind normalerweise gelb und dunkel an der Basis. Der Rand der Afterflosse und submarginal der Rand der Rückenflosse sind dunkel. Die Fettflosse trägt einen dunklen Fleck. Die paarigen Flosse sind gelb bis durchsichtig (hyalin). In der Fortpflanzungszeit können die Flossen komplett schwarz sein.
- Flossenformel nach Kner[5]: D 15–16, A 32–36, P 14, V 6–7

## Verbreitung
Die Fischart wurde erstmals vom Rio Guaporé im brasilianischen Mato Grosso beschrieben. Sie kommt außerdem im Einzugsbereich des Amazonas in Argentinien, Bolivien, Brasilien, Kolumbien, Paraguay, Peru und Uruguay vor. Daneben im Einzugsgebiet Río de la Plata (Río Paraguay und Río Paraná sowie Río Uruguay).

## Lebensraum und Lebensweise
Serrasalmus maculatus bewohnt eine Vielzahl von Lebensräumen, von offenen Flüssen bis Kanälen, Feuchtgebieten und Randlagunen. Normalerweise finden sie sich in kleinen Gruppen von bis zu 20 Individuen zusammen, die scheinbar ein bestimmtes Gebiet innerhalb eines Teiches oder Baches besetzen. Nach Beobachtungen ist die Art hauptsächlich am Tag aktiv. Größere Exemplare suchen bis 21:00 Uhr abends Nahrung, sie bleiben dann in Untiefen nahe dem Boden, geschützt zwischen Vegetation. Larven und Jungtiere fressen im Wurzelgewirr der Wasserhyazinthen, wo sie auch Schutz finden. Bei Hochwasser dienen die Wasserhyazinthen auch zur Verbreitung der Tiere. Larven ernähren sich von mikroskopisch kleinen Krebstieren und kleinen Wasserinsekten, bereits sehr kleine Jungfische bis ca. 1,2 cm Länge beißen Flossenteile anderer Fische zur Ernährung heraus. Juvenile und adulte Tiere ernähren sich hauptsächlich von Flossen und Muskelfleischteilen von Fischen. Adulte Tiere können auch an Kadavern von Säugetieren fressen, auch von Menschen die dem Hochwasser zum Opfer fallen. Auf aufgestauten Flussabschnitten in Südostbrasilien kam es immer wieder zu Unfällen mit Badenden, die von Serrasalmus maculatus, welche ihre Brutregion verteidigten, gebissen wurden. Ihre Fortpflanzungszeit umfasst die Monate November und Dezember.

## Forschungsgeschichte
Erstmals beschrieb Kner die Art 1858 in „Zur Familie der Characinen“. Die lateinische Beschreibung war kurz. Er merkte an, dass er die Art „nur als zweifelhaft neu betrachtet“, da sie „vielleicht mit Serrasalmus nigricans Spix gleichartig ist.“ Denn „es finden sich neben Individuen mit, auch solche ohne Gaumenzähne vor, die von einander sonst durchaus nicht zu unterscheiden sind.“ Im gleichen Jahr beschrieb er Serrasalmus maculatus ausführlich mit einer Zeichnung in „Zur Familie der Characinen. III. Folge der ichthyologischen Beiträge“. Den Zusatz neue Spezies versah er mit Fragezeichen („n. Sp.?“) und begann, nach der Wiederholung des lateinischen Textes, mit der Einleitung „Bezüglich dieser fraglich, als neu bezeichneten Art bin ich nicht zu ermitteln im Stande, ob sie etwa mit einer bereits beschriebenen und mit welcher zusammenfällt.“ Als Fundorte gab er „Matogrosso, Rio Guaporé“ an, den Trivialnamen nach Natterer mit „Pirana pequena“ (spanisch pequena, klein).